# 皇室风流史
《皇室风流史》（丹麥語：En kongelig affære）是一部2012年历史题材的丹麦电影，导演为尼科萊·阿爾賽。本片获得第62屆柏林電影節最佳劇本銀熊獎和最佳男演員銀熊獎（Mikkel Følsgaard）二奖。

## 剧情
讲述18世纪60到70年代丹麥-挪威王国皇后玛蒂尔德与宫廷御医施特林泽之间所发生的“婚外情”。
由于丈夫、丹麦国王克里斯蒂安七世狂躁、轻狂、无礼，智商情商皆不高，因此刚嫁给他的丹麦王后卡洛琳（来自英国，自由派）很郁闷。带着秘密任务接近克里斯蒂安七世的德国医生施特林泽（自由改革派人物）很快获得国王的好感，并顺利掌控国王，影响政局的积极变化。原本一切变革顺利进行，但由于他和王后发生关系并生下一个女儿，最终被保守派抓住把柄，施特林泽和另一人被送上了断头台秘密处决。

## 角色
- 邁茲·米克森 - 德国医生约翰·弗里德里希·施特林泽
- Mikkel Følsgaard - 克里斯蒂安七世
- 艾莉西亞·薇坎德 - 丹麥-挪威王国皇后卡羅琳·瑪蒂爾
- David Dencik - 丹麦首相Ove Høegh-Guldberg
- Søren Malling
- 曲娜·第爾漢 - Juliane Marie
- William Jøhnk Nielsen - 弗雷德里克六世
- Cyron Bjørn Melville - Enevold Brandt
- Rosalinde Mynster
- Laura Bro - Louise von Plessen
- Bent Mejding - J.H.E. Bernstoff
- Thomas W. Gabrielsson - Schack Carl Rantzau
- Erika Guntherová - Hofdame
- Klaus Tange - 大臣